# Jadran Ferluga
Jadran Ferluga (ur. 13 lutego 1920 w Trieście, zm. 27 stycznia 2004 w Piranie) – słoweński historyk, bizantynolog.

## Życiorys
W 1940 internowany w południowych Włoszech. Po kapitulacji Włoch w 1943 roku wstąpił do brytyjskiej armii i był oficerem łącznikowym z jugosłowiańskimi partyzantami.
Po wojnie w 1947, rozpoczął studia historyczne na paryskiej Sorbonie. Podczas studiów w Paryżu, był współpracownikiem delegacji Jugosłowiańskiej na paryskiej konferencji pokojowej (1947). Studia ukończył w Belgradzie pod kierunkiem Georga Ostrogorskiego. W 1956 uzyskał doktorat na Uniwersytecie w Belgradzie. Od 1968 roku wykładał na uniwersytecie w Münsterze, gdzie w 1970 został profesorem. Od 1985 roku na emeryturze.

## Wybrane publikacje
- Vizantiska uprava u Dalmaciji, Beograd, 1957.
- Byzantium on the Balkans. Studies on the Byzantine Administration and the Southern Slavs from the VIIth to the XIIth Centuries, Amsterdam 1976.
- L'amministrazione Bizantina in Dalmazia, Venezia 1978.
- Bizantinska družba in država, Ljubljana 1992.
- Untersuchungen zur byzantinischen Provinzverwaltung : VI-XIII Jahrhundert : Gesammelte Aufsätze, Amsterdam 1992.